# Kunshan
Kunshan (chiń. upr. 昆山; chiń. trad. 崑山; pinyin Kūnshān) – miasto w Chinach, w prowincji Jiangsu. W 2010 roku liczyło 1 118 617 mieszkańców.